# واتسواف کووالسکی
واتسواف کووالسکی (لهستانی: Wacław Kowalski؛ ۲ مه ۱۹۱۶ – ۲۷ اکتبر ۱۹۹۰) بازیگر اهل لهستان بود.
از فیلم‌ها یا مجموعه‌های تلویزیونی که وی در آن‌ها نقش داشته است، می‌توان به سرنوشت‌های لهستانی، چگونه جنگ جهانی دوم را آغاز کردم، یانوشیک، دوست بدار یا رها کن، چهل‌ساله، از دوشنبه‌ها بیزارم، عروسک، سه گام روی زمین، دست‌نوشته ساراگوسا و صفر-هفت، به‌گوشم اشاره نمود.